# Colina deidrogenasi
La colina deidrogenasi è un enzima appartenente alla classe delle ossidoreduttasi, che catalizza la seguente reazione:
colina + accettore ⇄ betaina aldeide + accettore ridotto
L'enzima è una chinoproteina che prende parte ad un complesso multienzimatico che ossida anche la betaina aldeide a betaina. In molti batteri, piante ed animali, la betaina viene sintetizzata in due passaggi:
1. conversione di colina a betaina aldeide;
2. conversione di betaina aldeide a betaina.

Nella prima reazione possono essere coinvolti diversi enzimi. Negli animali ed in molti batteri, essa è catalizzata da questo enzima o dalla colina ossidasi. Nelle piante, la reazione è invece catalizzata dalla colina monoossigenasi. L'enzima coinvolto nel secondo passaggio, la betaina-aldeide deidrogenasi, è invece lo stesso in piante, animali e batteri. Solo in alcuni batteri, la betaina è sintetizzata dalla glicina attraverso l'azione degli enzimi glicina/sarcosina N-metiltransferasi e sarcosina/dimetilglicina N-metiltransferasi.